# ダニエル・ジェンガ

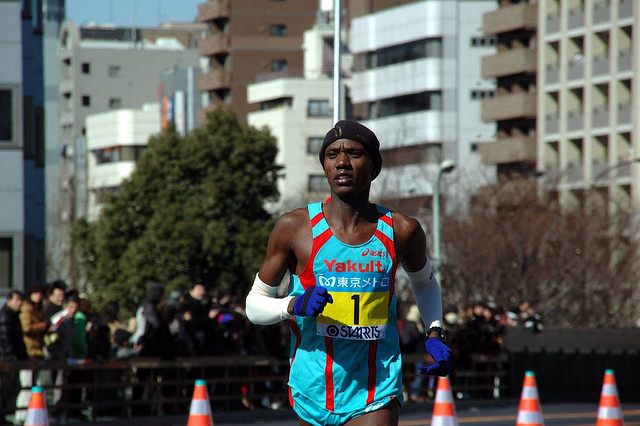
東京マラソン2008におけるジェンガ

ダニエル・ジェンガ（Daniel Njenga、1976年5月7日 - ）は、ケニア出身で日本を拠点に活動する陸上競技選手。ヤクルト所属。

## 来歴
リフトバレー州ライキピア県のニャフルル出身。1992年、15歳の時に日本に留学。以後日本を拠点に競技生活を送る。仙台育英高校時代には全国高校駅伝で史上初の3年連続区間賞（1年：3区、2年・3年：1区）を達成。高校3年時の1994年、日本陸上競技選手権大会の3000メートル障害でジュニア世界新記録(当時)を樹立して優勝(8分19秒21)。高校卒業後の1995年4月、流通経済大学に進学。1995年にはユニバーシアード福岡大会の男子3000メートル障害で優勝している。
1999年3月、流通経済大学卒業後はマラソンに転向、2004年の東京国際マラソンでマラソン初優勝、2007年に始まった東京マラソンでは初代王者に輝いている。また、シカゴマラソンでは2位3回、3位3回と、スピードレースで比較的相性のいいところを見せている。
自己最高記録も2002年のシカゴマラソンで出した2時間06分16秒である。
また、ヤクルトのメンバーとして出場した全日本実業団対抗駅伝大会（ニューイヤー駅伝）では区間賞3回、20人抜きの記録を持っている。
2009年8月30日の北海道マラソンで優勝した。
正式に引退したのかどうかは不明であるが、2016年度より公式Webサイト上では選手としてではなくコーチとして紹介されている。
既婚者で、ケニアに妻と娘がいる。

## 主な戦績
- 2002年 シカゴマラソン 2位 2:06.16
- 2003年 シカゴマラソン 3位 2:07.41
- 2004年 東京国際マラソン 優勝 2:08.43
- 2004年 シカゴマラソン 2位 2:07.44
- 2005年 仙台国際ハーフマラソン 2位 1:03:38
- 2005年 全日本実業団ハーフマラソン 優勝 1:01:31
- 2005年 ロンドンマラソン 15位 2:15.25
- 2005年 シカゴマラソン 3位 2:07.14
- 2006年 仙台国際ハーフマラソン 優勝 1:03:28
- 2006年 シカゴマラソン 2位 2:07:40
  - 優勝をしたロバート・チェルイヨット（ケニア）がゴール地点で転倒し頭を強打したことで知られるが、その直後を走っていたのが彼である。
- 2007年 東京マラソン 優勝 2:09:45
- 2007年 シカゴマラソン 3位 2:12:45
- 2008年 東京マラソン 13位 2:14:11
- 2009年 東京マラソン 27位 2:21:46
- 2009年 北海道マラソン 優勝 2:12:03
- 2010年 別府大分毎日マラソン 2位 2:10:55
- 2010年 北海道マラソン 31位 2:32:34

## 記録
- 3000mSC - 8分19秒21（1994年6月12日）
- 5000m - 13分36秒55（1996年9月16日）
- 10000m - 27分51秒83（2002年5月3日）
- ハーフマラソン - 1時間00分39秒（1996年1月21日）
- マラソン - 2時間06分16秒（2002年10月13日）